# Konstantyn Bohaczewski
Konstantyn Bohaczewski (ur. 17 czerwca 1884 w Manajowie, zm. 6 stycznia 1961) – duchowny greckokatolicki. W latach 1924–1954 greckokatolicki egzarcha w USA i biskup tytularny Amisus. Od 1954 do 1958 tytularny arcybiskup Beroë i arcybiskup ad personam dla greckokatolickich wiernych w USA. Od 1958 pierwszy w historii metropolita filadelfijski.